# 올가 스카베예바
올가 블라디미로브나 스카베예바(러시아어: Ольга Владимировна Скабеева; 1984년 12월 11일 출생)는 러시아의 텔레비전 진행자이자 정치 평론가로, 일반적으로 정부 선전원으로 묘사된다. 스카베예바는 러시아 야당에 대한 비판으로 "푸틴 TV의 철인형"이라는 별명을 얻었다.

## 어린 시절과 교육
스카베예바는 1984년 소련 볼고그라드주 볼시스키에서 태어났다. 처음에는 사립 러시아-미국 학교에서 공부했으며, 우등으로 졸업했다.
10학년 때, 그녀는 언론인이 되기로 결정했다. 그녀는 국립 상트페테르부르크 대학교 저널리즘 학부에서 공부했으며, 2008년 우등으로 졸업했다. 그녀의 언론인 경력은 지역 신문에서 시작되었다.

## 경력
스카베예바는 푸시 라이엇 재판, 반정부 시위의 동시적인 급증, 그리고 러시아 야당 지지자들의 활동에 대한 후속 형사 수사를 보도하며 2012년에서 2013년 사이에 명성을 얻었다. 그녀의 러시아 야당에 대한 비판적인 보도로 인해 TV 비평가 이리나 페트로프스카야는 그녀를 러시아 국영 TV의 "특수 작전 부대" 일원으로, 그녀의 어조를 "검찰적이고 비난적"이라고 묘사했다.
2015년부터 2016년까지 스카베예바는 러시아 1 국영 TV 채널에서 작가 프로그램 Vesti.doc를 진행했다. 2016년 9월 12일부터 남편 예브게니 포포프와 함께 러시아 1에서 주요 이슈에 대한 토론 프로그램으로 소개된 사회정치 토크쇼 60 미누트(60분)를 진행하고 있다.
2018년 스카베예바는 스크리팔 부녀 음독 사건에 대한 영국 수사의 신뢰를 떨어뜨리려는 시도에 연루되었다. 그녀의 텔레비전 프로그램은 스크리팔 독극물 사건이 '러시아를 헐뜯기 위한 정교한 영국 음모'라고 말했다.
스카베예바는 러시아 텔레비전 TEFI상을 2017년과 2018년에 두 번 수상했다.
그녀는 러시아의 우크라이나 침공을 "나치 정권으로부터 돈바스 사람들을 보호하기 위한" 노력이라고 불렀으며, 이는 "과장 없이 역사의 중요한 전환점"이라고 말했다. 2022년 4월 15일, 그녀는 우크라이나군에 의해 러시아 순양함 모스크바함이 침몰한 것에 대해 반응하며 "이것이 제3차 세계 대전으로 확대되었다고 안전하게 말할 수 있다"고 말했다.
2023년 9월, 그녀는 러시아가 런던에서 열린 엘리자베스 2세 장례식에 핵무기를 사용했어야 했다고 말했다.
스카베예바는 이스라엘-하마스 전쟁 동안 가자 지구에서 이스라엘의 행동을 비판하며 "미국만이 이 유혈 사태를 막을 수 있지만 그들은 정반대로 행동하고 있다"고 말했다.

### 제재
2023년 2월 24일, 미국 국무부는 스카베예바와 그녀의 남편 예브게니 포포프에게 금융 제재를 부과했다. 보도 자료에서 국무부는 그들을 "러시아-우크라이나 전쟁에 대한 친러 선전을 주로 퍼뜨리는 러시아 토크쇼 진행자"라고 묘사했다. 나흘 후 유럽 연합은 스카베예바에게 제재를 가했으며, 그녀는 2022년 3월 15일 러시아-우크라이나 전쟁과 관련하여 영국 외무부로부터도 제재를 받았다.

## 개인 생활
스카베예바는 국가두마 의원이자 그녀의 TV 프로그램 공동 진행자인 예브게니 포포프와 결혼했으며, 둘 다 재혼이었다. 2014년 1월 14일, 그들은 아들 자하르를 낳았다.
2021년 7월 29일 발표된 반부패 재단(FBK) 조사에 따르면, 스카베예바와 그녀의 남편은 모스크바에 총 3억 루블(4백만 달러) 이상의 부동산을 소유하고 있다. 인사이더 웹사이트의 2020년 조사에 따르면 스카베예바는 공식적으로 연간 1280만 루블을 벌고, 그녀의 남편은 1290만 루블을 번다. 보고된 유일한 수입원은 국영 미디어 지주회사인 VGTRK와 그 자회사 TV 채널 러시아 1이다.

## 내용주
1. ↑  다른 철자: 스카베바